# Éclipse solaire du 15 février 2018
L'éclipse solaire du 15 février 2018 est la 11e éclipse partielle du XXIe siècle.

## Zone de visibilité
| Carte animée de l'éclipse du 15 février 2018. |